# Jermaine Gresham
Jermaine Gresham (* 16. Juni 1988 in Ardmore, Oklahoma) ist ein ehemaliger US-amerikanischer American-Football-Spieler auf der Position des Tight Ends. Er spielte für die Cincinnati Bengals und die Arizona Cardinals in der National Football League (NFL).

## Frühe Jahre
Gresham ging in seiner Geburtsstadt Ardmore, Oklahoma, auf die High School, wo er American Football und Basketball spielte. Später besuchte er die University of Oklahoma, wo er für das College-Football-Team in drei Saisons 26 Touchdowns erzielte.

## NFL

### Cincinnati Bengals
Im NFL-Draft 2010 wurde Gresham in der ersten Runde an 21. Stelle von den Cincinnati Bengals ausgewählt. Bereits in seiner ersten Saison avancierte er direkt zum Stammspieler auf seiner Position. Er fing 52 Pässe für 471 Yards und vier Touchdowns. In seiner zweiten NFL-Saison musste er zwei Spiele verletzungsbedingt pausieren. Am Ende gelangen ihm 56 Passfänge für 596 Yards und sechs Touchdowns. Außerdem wurde er zum ersten Mal in den Pro Bowl gewählt. Auch nach der Saison 2012 wurde er für den Pro Bowl nominiert. Er blieb bis nach der Saison 2014 bei den Bengals. Insgesamt fing er in dieser Zeit 280 Pässe für 2.722 Yards und 24 Touchdowns.

### Arizona Cardinals
Am 24. Juli 2014 unterschrieb Gresham einen Einjahresvertrag bei den Arizona Cardinals. In seiner ersten Saison für die Cardinals gelangen ihm für seine Verhältnisse wenig Passfänge (18) und nur ein Touchdown. Am 13. März 2016 unterzeichnete er einen weiteren Einjahresvertrag, und am 7. März 2017 wurde er mit einem Vierjahresvertrag bei den Cardinals ausgestattet. Am 11. März 2019 wurde er von den Cardinals entlassen.